# Epicranthes
Epicranthes é um género botânico pertencente à família das orquídeas (Orchidaceae).